# Alexis Louchnikov
Compléments
créateur et directeur de la chaîne de télévision Votre télévision publique ! (VOT!) (ru), auteur, créateur et rédacteur en chef de l'Encyclopédie des personnalités nationales de la fédération de Russie
Alexis Louchnikov, de son vrai nom le comte Alexis Guermanovitch Louchnikov (en russe : Алексей Германович Лушников), né le 10 juin 1966 à Leningrad (RSFSR, Union soviétique), est un peintre et journaliste soviétique puis russe. Producteur de télévision, il est le créateur de la chaîne de télévision Votre télévision publique ! (VOT!) (ru), qu’il dirige. Il réalise également des documentaires, et il est le président de la Fondation des films documentaires. Écrivain et politologue, il est également le créateur et le rédacteur en chef de l’« Encyclopédie des personnalités nationales de la fédération de Russie »,,,,,. Membre de l’Académie internationale des arts et des sciences de Paris[Quoi ?], il est aussi conseiller d’État de troisième classe[Quoi ?] de la fédération de Russie.

## Publications

### Liste des œuvres
- Alexis Lushnikov, Troisième personne. Sergueï Mironov, un regard spécial, Saint-Pétersbourg, chaîne de télévision VOT! (ru), 2009,  (ISBN 978-5-9901688-1-7)[7]
- Alexis Lushnikov, (ru + fr) Dystopie 2012, Saint-Pétersbourg, en russe : КультИнформПресс, 2011,  (ISBN 978-58392-0296-2)

### Filmographie

#### Comme réalisateur
- 2001 : Vyssotski
- 2002 : Gorbatchev
- 2005 : L'Église ambassade

#### Comme acteur
- 1998 : Rues des feux brisés — épisode 1. 4. Téléphonique défectueuse : Denis
- 2000 : L'agent de sécurité national — épisode 2. 12. La Technologie assassinée : Gryzlov
- 2002 : Les Petites Horreurs russes. Épisode 11 : Frère clone : Gleb Koulikov
- 2003 : Mangouste. Épisode 3. Le Dernier Tir.

## Récompenses
- 2003 — Médaille du tricentenaire de Saint-Pétersbourg (ru)
- 2003 — La prime de Tsarskoïe Selo de l'art
- 2008 — Diplôme d'honneur par la résolution de l'Assemblée législative de Saint-Pétersbourg de 2 juillet 2008 № Р – 461 pour son contribution éminente au développement de la base de données personnifié de la fédération de Russie et à l'occasion du quinzième anniversaire de la fondation de la Société à responsabilité limitée "Izsdatelsky dom «Natsionalnaya Entsiklopedia litchnostey (Siniye stranitsy Rossii)" ("Maison d’édition "Encyclopédie nationale des personnalités – Pages bleus de la Russie").
- 2008 — Diplôme d'honneur de l'Association de journalistes de le Russie (ru) pour son apport au développement de journalisme russe et à l'occasion du quinzième anniversaire de l’édition SARL "Izdatelsky dom "Natsionalnaya Entsiklopedia litchnostey" ("Maison d’édition "Encyclopédie nationale des personnalités")

## Commentaires
« Chers amis!
Je félicite cordialement toute l'équipe de "Siniye stranitsy Rossii" formée par M. Alexey Lushnikov à l'occasion du quinzième anniversaire!
Vous êtes d'une grande utilité à notre pays parce que vous transmettez par héritage aux futures générations l'expérience de nos aïeux accumulés à longueur de l'histoire millénaire de l'État Russe. Vous êtes face à un grand objectif de créer un livre sur les pages duquel toute la grandeur de notre Patrie se reflète par des Personnalités.
Je veux encore vous remercier pour une chaîne de télévision "Washe obtchestvennoye televidenie!" (" Votre télévision publique !"), qui fonctionne à Saint-Pétersbourg il y a deux ans grâce à votre aide et participation, et qui permet au public de discuter les plus importants événements se déroulant dans le pays et le monde entier en régime de conversation directe.
Vos projets nous aident à mieux comprendre le rôle de la Personnalité dans l'histoire, ainsi que la grandeur de notre État, dont la gloire et le succès— fût-ce la science ou le sport, la littérature, la culture ou l'art — sont faits par des gens. Des gens auxquels le "Livre Bleu de la Russie" est destiné. Je souhaite à l'équipe de la rédaction de réussir dans cette œuvre difficile qui est de créer les annales de notre pays! »

— Sergueï Mironov, La lettre à l'équipe de média holding "Siniye stranitsy Rossii" ("Pages bleus de la Russie"). La copie du 5 octobre 2009

### Autres
- (ru) Livejournal.com/
- (ru) Vkontakte.ru
- (ru) Blog en Online812.ru
- (ru) Blog en mr7.ru
- (ru) Blog en "Echo de Moscou"
- (ru) Canal en Youtube
- (ru) Collection en Yendex video